# Arthur Decabooter
Arthur (Tuur) Decabooter (Welden, 3 oktober 1936 – De Pinte, 26 mei 2012) was een Belgisch wielrenner. Hij was wielrenner van 1953 (nieuwelingen) tot 1967, waarvan ruim 8 jaar als beroepsrenner. Hij had als bijnaam "El Toro" (de stier). 

## Biografie
Arthur was de zoon van Julien Decabooter en Irma Steurbaut, hij woonde achtereenvolgens in Zingem, Nazareth en Asper. Hij is gehuwd met Nicole Standaert, een zuster van Micheline, die gehuwd is met Walter Godefroot.
Decabooter reed meestal voor Groene Leeuw, maar ook voor Libéria-Grammont (1962) en Solo (1963 en 1964). Hij won de Ronde van Vlaanderen drie maal, als amateur (1955), onafhankelijke (1958) en beroepsrenner (1960 voor Jean Graczyk en Rik Van Looy). Ook won hij veel semi-klassiekers zoals Dwars door België, de Omloop Het Volk, Kuurne-Brussel-Kuurne, de E3-Prijs en het Kampioenschap van Oost-Vlaanderen. 
Hij won één rit in de Ronde van België en drie ritten in de Ronde van Spanje; in die ronde won hij in 1960 ook het puntenklassement.
Arthur Decabooter was het prototype van een echte "flandrien", een geweldenaar op de fiets. Hij was ontzettend populair: zo werd in 1960 en 1961 gedemonstreerd vóór zijn deelname aan het wereldkampioenschap op de weg, toen hij door rivaliteit met "patron" Van Looy niet werd afgevaardigd. In een nokvol Gents Kuipke nam hij in 1967 afscheid van zijn publiek.
In 2007 werd tijdens de Ronde van Vlaanderen de Oost-Vlaamse gemeente Gavere verkozen als Dorp van de Ronde. Op die dag werd Arthur gehuldigd en verscheen er het boek Arthur - El Toro Decabooter - een Flandrien uit de sixties. (ISBN 978-90-73322-17-2).
Hij stierf aan een hartstilstand tijdens een trainingsritje op de Scheldedijk van Oudenaarde naar Zingem waar hij elke dag een vaste afspraak had met het Scheldepeloton. 

## Enkele overwinningen
1955  (amateur)
- Ronde van Vlaanderen

1958 (onafhankelijke)
- Ronde van Vlaanderen
- Nokere Koerse

1959
- Dr. Tistaertprijs Zottegem
- Omloop van het Houtland

1960
- Kampioenschap van Oost-Vlaanderen
- Ronde van Vlaanderen
- Dwars door België
- 8e en 15e etappe van de Ronde van Spanje
- puntenklassement Ronde van Spanje
- 1e etappe van de Ronde van België

1961
- Omloop Het Volk
- E3-Prijs
- 11e etappe van de Ronde van Spanje
- GP Denain
- GP Briek Schotte

1964
- Kuurne-Brussel-Kuurne
- Omloop van het Houtland

1965
- Nokere Koerse

1966
- 6e en 8e etappe van de Ronde van Andalusië
- 5e etappe (a) van de Vierdaagse van Duinkerken

1967
- Roubaix - Cassel - Roubaix

## Resultaten in voornaamste wedstrijden
| Jaar | Ronde van Italië | Ronde van Frankrijk | Ronde van Spanje |
| ---- | ---------------- | ------------------- | ---------------- |
| 1959 |                  |                     |                  |
| 1960 |                  |                     | 10e (2)          |
| 1961 |                  |                     | opgave (1)       |
| 1962 | opgave           | opgave              |                  |
| 1963 |                  | opgave              |                  |
| 1964 |                  | buiten tijd         | 16e              |
| 1965 |                  |                     |                  |
| 1966 |                  |                     |                  |
| 1967 |                  |                     |                  |

| Jaar | Milaan-San Remo | Gent-Wevelgem | Ronde van Vlaanderen | Parijs-Roubaix | Luik-Bast.‑Luik | Omloop Het Volk | Waalse Pijl | E3 Harelbeke |  | WK op de weg |
| ---- | --------------- | ------------- | -------------------- | -------------- | --------------- | --------------- | ----------- | ------------ |  | ------------ |
| 1959 | 10e             |               | 4e                   |                |                 | 8e              |             |              |  |              |
| 1960 | 4e              | 4e            | ↑                    | 18e            |                 |                 |             | 4e           |  |              |
| 1961 |                 | 8e            | 8e                   | 9e             |                 | Goud            |             | ↑            |  |              |
| 1962 |                 | 5e            |                      | 19e            |                 |                 |             |              |  |              |
| 1963 |                 | 17e           |                      | 9e             | 50e             |                 | 25e         |              |  |              |
| 1964 | 39e             |               | 6e                   | 29e            |                 | Zilver          |             |              |  |              |
| 1965 |                 | 8e            | 9e                   | 44e            |                 | 41e             |             |              |  | opgave       |
| 1966 | 21e             | 4e            | 22e                  | 8e             |                 | 24e             |             |              |  |              |
| 1967 |                 | 10e           | 25e                  | 9e             |                 | 13e             |             |              |  |              |

## Ploegen
- 1957 Groene Leeuw
- 1958 Groene Leeuw - Leopold
- 1959 Groene Leeuw - Sinalco - Sas
- 1960 Groene Leeuw - Sinalco - Sas
- 1961 Sinalco - Groene Leeuw - Sas
- 1962 Liberia - Grammont - Wolber
- 1963 Solo - Terrot - Van Steenbergen
- 1964 Solo – Superia
- 1965 Wiel's - Groene Leeuw
- 1966 Wiel's - Gancia - Groene Leeuw
- 1967 Groene Leeuw - Tibetan – Pullover
- 1967 Tibetan - Pullover Central